# Volkstorf (Dassow)
Volkstorf ist ein Ortsteil der Stadt Dassow im Landkreis Nordwestmecklenburg in Mecklenburg-Vorpommern.

## Geografie
Der Ort liegt vier Kilometer nordwestlich von Dassow. Die Gemarkung Volkstorf wird im Westen von der Pötenitzer Wiek und im Süden vom Dassower See begrenzt. Die Ufer der beiden Gewässer bilden hier die Grenze zu Schleswig-Holstein, da die beiden Seitenbuchten der Trave bereits zum benachbarten Bundesland gehören. Die ufernahen Bereiche der Gemarkung im Westen und Nordwesten sind Teil vom Naturschutzgebiet Küstenlandschaft zwischen Priwall und Barendorf mit Harkenbäkniederung. Nahtlos schließt sich im Südwesten und Süden das Naturschutzgebiet Uferzone Dassower See an. Somit stehen die gesamten Uferzonen der Gemarkung Volkstorf unter Schutz. Von kleineren Flächen im Nordwesten und dem Siedlungsbereich abgesehen, zählt der Rest der Gemarkung zum EU-Vogelschutzgebiet „Feldmark und Uferzone an Untertrave und Dassower See“.
Die Nachbarorte sind Pötenitz und Feldhusen im Nordosten, Johannstorf im Osten, Benckendorf im Südosten, Teschow im Südwesten sowie  Priwall im Nordwesten.

## Geschichte
Volkstorf war einige Jahrhunderte in erster Linie durch das örtliche Gut mitgeprägt worden. 1506 wurde eine Gutsherrin, Irmgard von Buchwald auf Volkstorf bei Dassow, erwähnt. Es ging eigentlich hierbei zunächst nur um einen einfachen Streit zwischen Bauern aus Volkstorf und Fischern aus Lübeck. Daraus entwickelte sich ein jahrelanger Disput, wobei Bauern und Gutsbesitzerin sich miteinander solidarisierten. Es entstand eine Fehde mit kriegsähnlichen Zuständen die erst 1508 endete. Die Stadt Lübeck soll mit 3000 Mann zu Fuß und 200 Reitern stark in das Mecklenburg einmarschiert sein. Alle beteiligten Landesherrn, ebenso der benachbarte Kurfürst von Brandenburg und der Herzog von Braunschweig, ergriffen Partei. Frau von Buchwald hatte damals die Edelleute aus Nachbarschaft, die von Quitzow-Vogtshagen, von Parkentin-Dassow auf Lütgenhof, auf ihrer Seite.
Um 1845 war die statistische Gemarkungsgröße von Volkstorf, bezeichnet als Dorf am Binnensee, 17 Hufen groß. Im Ort lebten 102 Einwohner, eingepfarrt nach Dassow. Das Dorf hat zehn Bauern.
Auch sind immer einzelne Bauernwirtschaften im Ort verzeichnet. Gleichwohl bestand regional immer der Bezug zu Dassow. Um 1900 war Barward Christian Matthias Gustav Eckermann-Pötenitz der Gutsbesitzer in Volkstorf. Volkstorf galt als Allodialgut, freies Eigentum. Die letzten Gutsherren stellte die briefadelige Familie von Brocken. Dessen letzter Vertreter war Carl Anton von Brocken, königlich preußischer Major d. R. Er hatte 1899 Armgard von Biel-Zierow (1875–1974) geheiratet. Sie war auch die Erbin des Gutes, nahm den Hauptwohnsitz im Herrenhaus in Pötenitz. Die ländliche Struktur der Ortschaft Volkstorf spiegelt sich im 1928 letztmals veröffentlichten Güter-Adressbuch Mecklenburg wider. Neben dem Gut, mit einem Umfang von 237 ha, gab es damals zehn weitere Höfe a 18 und 18,5 ha, gleich mehrfach werden so die Familien Koopmann und Steffen genannt. Des Weiteren waren W. Bocksien, W. Broocks W. Burmeister sowie H. Breckenfelder dort aufgeführt.

## Persönlichkeiten
- Anton Carl von Brocken (1871–1931), Rechtsritter des Johanniterordens und ab 1902 Besitzer von Pötenitz mit Volkstorf